# Ateitininkai
Ateitininkai ist ein litauischer katholischer Jugendverband mit ca. 3000 Mitgliedern. Der Name ist abgeleitet vom Wort Ateitis und bedeutet so viel wie „Zukunft“. Ziel der Organisation ist die ganzheitliche Entwicklung von jungen Menschen, die es ihnen ermöglicht, im Sinne des christlichen Glaubens zu wirken und die Gesellschaft im Sinne christlicher Werte zu verändern.
Ateitis ist seit der General Assembly 2001 in Ghana Mitglied der fimcap.

## Struktur und Aktivitäten
Die 3000 Mitglieder des Verbandes organisieren sich in lokalen Gruppen. Treffen finden jedes Wochenende statt. Ateitis konzentriert sich bei seinem Engagement auf die Arbeit mit Schülern und Studenten. Die Wochenendcamps des Verbandes erfreuen sich in Litauen bei den Jugendlichen großer Beliebtheit. Die Mehrheit der Mitglieder ist in Litauen; lokale Gruppen gibt es auch in Deutschland, Europa, USA und Kanada.

## Grundprinzipien
Der Verband beruft sich auf fünf Grundprinzipien:
1. Glaube: Teil der Identität des Verbandes ist der gemeinsame katholische Glaube. Dieser Glaube wird im Rahmen des Verbandes auch gelebt. So wird auf den Zeltlagern des Jugendverbandes zum Beispiel täglich gemeinsam Gottesdienst gefeiert.
2. Kulturelle Identität: Daneben spielt auch die Pflege des litauischen kulturellen Erbes eine zentrale Rolle.
3. Familie und Gemeinschaft: Einen hohen Stellenwert hat es auch, dass sich die Mitglieder besonders um eine gute Beziehung zur eigenen Familie sowie zu anderen Verbandsmitgliedern bemühen.
4. Akademische Tradition: Zudem versteht sich Ateitis als akademische Organisation. Mit seinen Themen und Veranstaltungen versucht der Verband, den Horizont seiner Mitglieder zu erweitern.
5. Wirken in der Öffentlichkeit: Unter dem Motto „alles im Sinne Christi zu erneuern“ ist es der Anspruch des Verbandes, sich aktiv in die Gesellschaft einzubringen und eine Kraft der positiven Veränderung zu sein.

## Geschichte
Der Verband wurde am 19. Februar 1910 gegründet. Nach der vorläufigen Unabhängigkeit Litauens 1918 wuchs die Organisation stark. Während der sowjetischen Besatzung 1945–1990 arbeitete Ateitis im Exil weiter. Seit der Unabhängigkeit Litauens und dem Ende der Besetzung durch die Sowjetunion 1991 kann sie offen in Litauen aktiv sein.

## Leitung
- 1925–1927: Pranas Dovydaitis (1886–1942), Jurist und Politiker
- 1927–1930: Stasys Šalkauskis (1886–1941), Philosoph
- 1947–1949: Antanas Maceina
- 1946–1952: Adolfas Damušis (1908–2004), Chemiker, Industrieminister
- 1963–1967: Juozas Girnius (1915–1994), Philosoph
- 1967–1973: Justinas Pikūnas (* 1921), Psychologe
- 1973–1979: Petras Kisielius (1917–2008), Arzt
- 1979–1983: Juozas Bronius Laučka (1910–1993), Journalist
- 1983–1985: Kazys Pemkus (1920–1996), Arzt
- 1985–1997: Juozas Polikaitis
- 1997–2000: Vygantas Malinauskas
- 2000–2003: Vidas Abraitis
- 2003–2006: Liutauras Serapinas
- 2006–2010: Vygantas Malinauskas (* 1972), Wirtschaftsjurist
- 2010–2014: Rozvita Liūdžiūtė-Vareikienė (* 1959), Biochemikerin[5]
- Seit 2014: Vaidotas Vaičaitis (* 1969), Jurist, Dozent (Verfassungsrecht)[6]

## Geistliche Betreuer
- 1927–1940: Prel. Pranas Kuraitis
- 1946–1952: Jonas Gutauskas
- 1952–1959: Viktoras Gidžiūnas MIC
- 1959–1963: Jonas Kidykas SJ
- 1963–1983: Stasys Yla
- 1983–1996: Valdemaras Cukuras
- 1989–1992: Vaclovas Aliulis MIC (1921–2015)
- 1996–2000: Sigitas Tamkevičius SJ
- 2000–2006: Bischof Jonas Kauneckas
- Seit 2006: Gintaras Grušas

## Mitglieder
- Vaclovas Aliulis (1921–2015), Priester, Marianer
- Kazys Bizauskas (1893–1941), Diplomat und Jurist
- Kazys Bobelis (1923–2013), Chirurg und Politiker, Mitglied des Seimas
- Vytautas Bogušis (* 1959), Dissident und Politiker, Mitglied des Seimas
- Vincentas Borisevičius (1887–1946), Bischof von Telšiai
- Jonas Boruta (1944–2022), Bischof von Telšiai
- Bernardas Brazdžionis (1907–2002), Dichter
- Aistė Diržytė (* 1977), Psychologin, Professorin
- Pranas Dovydaitis (1886–1942), Hochschullehrer und Politiker, Premierminister
- Vytautas Dudėnas (* 1937), Investmentbanker und Politiker
- Juozas Girnius (1915–1994), Philosoph, Existenzialist
- Gintaras Linas Grušas (* 1961), Erzbischof von Vilnius
- Vladas Jurgutis (1885–1966), Geistlicher und Politiker, Außenminister und Seimas-Mitglied, Zentralbanker, Professor
- Jonas Kauneckas (* 1938), Bischof von Panevėžys
- Juozas Lukša-Daumantas, Partisan
- Antanas Maceina (1908–1987), Philosoph, Pädagoge und Dichter
- Salomėja Nėris (1904–1945), Dichterin
- Kazys Pakštas (1893–1960), Geograf
- Feliksas Palubinskas (* 1935), Politiker, Mitglied im Seimas, Parlamentsvizepräsident
- Arūnas Poniškaitis (* 1966), Weihbischof von Vilnius
- Mečislovas Reinys (1884–1953), Erzbischof
- Kęstutis Skrupskelis, Professor der University of South Carolina
- Aleksandras Stulginskis (1885–1969), Präsident Litauens
- Stasys Šalkauskis (1886–1941), Filosof, VDU-Rektor
- Sigitas Tamkevičius SJ (* 1938), Erzbischof von Kaunas
- Stasys Yla (1908–1983), Pfarrer
- Egidijus Vareikis (* 1958), Chemiker, Politologe und Politiker
- Arvydas Petras Žygas (1958–2011), Anthropologe und Professor an der Vytautas-Magnus-Universität Kaunas (VDU)